# Aegir (satelit)
Aegir, de asemenea Saturn XXXVI (denumirea provizorie S/2004 S 10), este un satelit natural al lui Saturn. Descoperirea sa a fost anunțată de Scott S. Sheppard⁠(d), David C. Jewitt⁠(d), Jan Kleyna⁠(d) și Brian G. Marsden pe 4 mai 2005, din observații făcute între 12 decembrie 2004 și 11 martie 2005.
Aegir are aproximativ 6 kilometri în diametru, și orbitează în jurul lui Saturn la o distanță medie de 19.618 Mm în 1025,908 zile, la o înclinație de 167° față de ecliptică (140° față de ecuatorul lui Saturn), într-o direcție retrogradă și cu o excentricitate de 0,237.

## Nume
Satelitul a fost numit în aprilie 2007 după Ægir, un uriaș din mitologia nordică, personificarea mărilor liniștite, cel care liniștește furtunile. Este fiul lui Fornjót⁠(d) și fratele lui Logi (foc, flacără) și Kári⁠(d) (vânt).
Exoplaneta Epsilon Eridani b (AEgir) a fost numită și ea după acest personaj în 2015.